# Joseph Pascot
Pour les articles homonymes, voir Pascot.

a Compétitions nationales et continentales officielles uniquement.

b Matchs officiels uniquement.
Dernière mise à jour le  .
Joseph Pascot, né le 11 décembre 1897 à Port-Vendres (France) et mort le 4 juin 1974 à Ribérac (France), est un joueur français de rugby à XV et ministre des sports de 1942 à 1944 du régime de Vichy.
Il est apparenté au comédien français Panayotis Pascot.

## Carrière sportive
Joseph Pascot est un joueur de 1,75 m pour 80 kg, ayant occupé le poste de demi d'ouverture à l'US Perpignan et en Équipe de France.
Il a disputé son premier match avec l'équipe de France le 2 janvier 1922 contre l'équipe d'Écosse, et son dernier le 15 mai 1927 contre l'équipe d'Allemagne à 29 ans.
Il prend part à trois Tournois des Cinq Nations en 1922, 1923 et 1926.

## Statistiques en équipe nationale
- 6 sélections en équipe de France entre 1922 et 1927 (1 essai)
- Sélections par année : 3 en 1922, 1 en 1923, 1 en 1926, 1 en 1927

## Palmarès
- Vainqueur du Championnat de France en 1921 et 1925 avec l'US Perpignan.
- Finaliste du Championnat de France en 1924 (ne participe pas à la finale) et 1926 avec l'US Perpignan.

## Sous le régime de Vichy
(mai 2009).
Si vous disposez d'ouvrages ou d'articles de référence ou si vous connaissez des sites web de qualité traitant du thème abordé ici, merci de compléter l'article en donnant les références utiles à sa vérifiabilité et en les liant à la section « Notes et références ».

### De la direction des sports au ministère

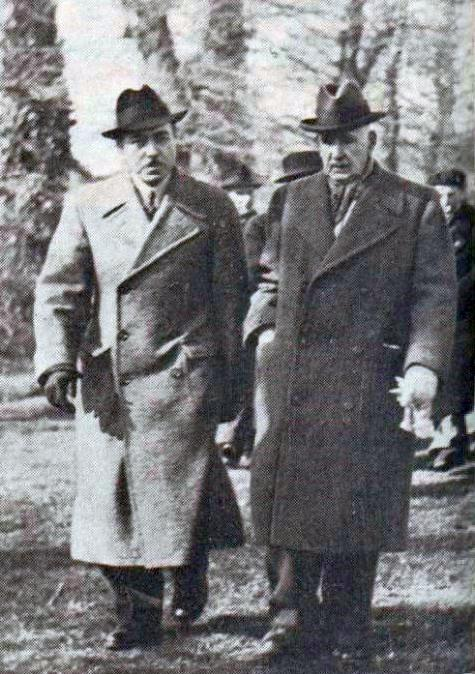
Le colonel Joseph Pascot (à G.), et le maire de Magnac-Laval M.Bancel, en mars 1943.

Il fut colonel de l'armée de terre, dans la mouvance de René de Chambrun (gendre de Pierre Laval), lui-même sélectionné pour la finale Stade français-Stade toulousain du 13 février 1927. Sous l'occupation, il est d'abord, d'août 1940 à avril 1942, directeur des sports dans le cabinet de Jean Borotra (ministre du régime qui devint collaborationniste du maréchal Pétain) puis, à la disgrâce de son ministre, il prend la succession de celui-ci du 18 avril 1942 au 17 août 1944 , soit jusqu'à la fin du gouvernement de Vichy.
Dès octobre 1940, avec Jean Borotra, en conformité avec l'idéologie moralisatrice et ruralisante (« la terre, elle, ne ment pas »…) mise en place par les tenants de la révolution nationale qui condamnait le professionnalisme dans le sport, il prend les dispositions pour : 
- interdire le professionnalisme immédiatement pour deux fédérations : tennis et lutte,
- l'interdire aussi dans un délai de trois ans pour quatre autres fédérations : football, cyclisme, boxe et pelote basque,
- l'interdiction immédiate de la pratique d'au moins quatre sports : Rugby à XIII[5], tennis de table, jeu de paume, badminton.

Au cours de l'année 1941 et au tout début de l'année 1942, il fit dissoudre par décret au moins quatre fédérations nationales uni-sport et saisir (spoliation) leur patrimoine fédéral respectif ; celles-ci étaient, depuis des années, les représentantes respectives officielles du sport rugby à XIII, tennis de table, jeu de paume, badminton (il les avait interdites immédiatement dès octobre 1940).
En avril 1942, il est le responsable de l'interdiction et spoliation immédiates de deux autres fédérations nationales, laïques et officielles depuis des années : les multi-sports UFOLEP et USEP.
Par la loi du gouvernement de Vichy en date du 12 juillet 1943 : 
- il déposséda également au cours de la saison 1943-44, les clubs de football d'élite de leur statut professionnel, leur interdit les joueurs étrangers, mit en place un championnat « régionalisé » de joueurs-fonctionnaires dont les émoluments déclarés émanaient d'une ligne budgétaire gouvernementale
- il proscrivit toute rémunération financière, en nature des participants aux compétitions, exhibitions et fixant les peines pour non-respect : amendes, sanctions disciplinaires, voire prison.

Pour son action au sein des structures du gouvernement de Vichy , il reçut la Francisque.

### Son rôle dans l'interdiction durugby à XIII
La majorité des historiens lui attribue une responsabilité pleine et entière, en tant qu'autorité sommitale. Mais, s'il était bien présent à Toulouse le 17 octobre 1940, le jour de la décision, « la machine avait été déjà lancée » par l'entrevue entre Albert Ginesty (FFR XV) et Jean Borotra le 18 septembre 1940 à Vichy. À la suite de cet entretien, Borotra avait demandé un "rapport sur le rugby" au docteur Paul Voivenel qui le transmit le 4 octobre. D'après son livre, Mon beau rugby édition de l'Héraklès, Toulouse, 1942, p 219-233, c'est lui qui a mis en place le "Projet de Réorganisation du rugby" et « lors de la réunion du jeudi 17 octobre 1940 à Toulouse, dans un des bureaux du Capitole ; ce qu'on appela la Réunion des quatre, avec  le commandant Jep Pascot, représentant le commissaire général des sports, le président Ginesty (XV), le président Marcel Laborde (XIII) et le docteur Voivenel, des décisions furent prises, qui devaient être entérinées ».

### À la Libération
Après la Libération de la France, il fut jugé et condamné à 5 ans de bannissement et à la privation de ses droits civiques. Cette condamnation fut rapidement annulée car il réussit à justifier qu'il avait aussi eu des activités de résistance. Joseph Pascot est inhumé au cimetière de Ribérac Dordogne (département)
Il avait notamment déclaré :

« Notre principe est de saisir l’individu partout. Au primaire, nous le tenons. Plus haut il tend à s’échapper. Nous nous efforçons de le rattraper à tous les tournants. J’ai obtenu que cette discipline de l’EG soit imposée aux étudiants (…). Nous prévoyons des sanctions en cas de désertion » (colonel J.Pascot, allocution du 27 juin 1942) »

## Distinctions
- Ordre de la Francisque